# Kaiserstraße 12 (Quedlinburg)

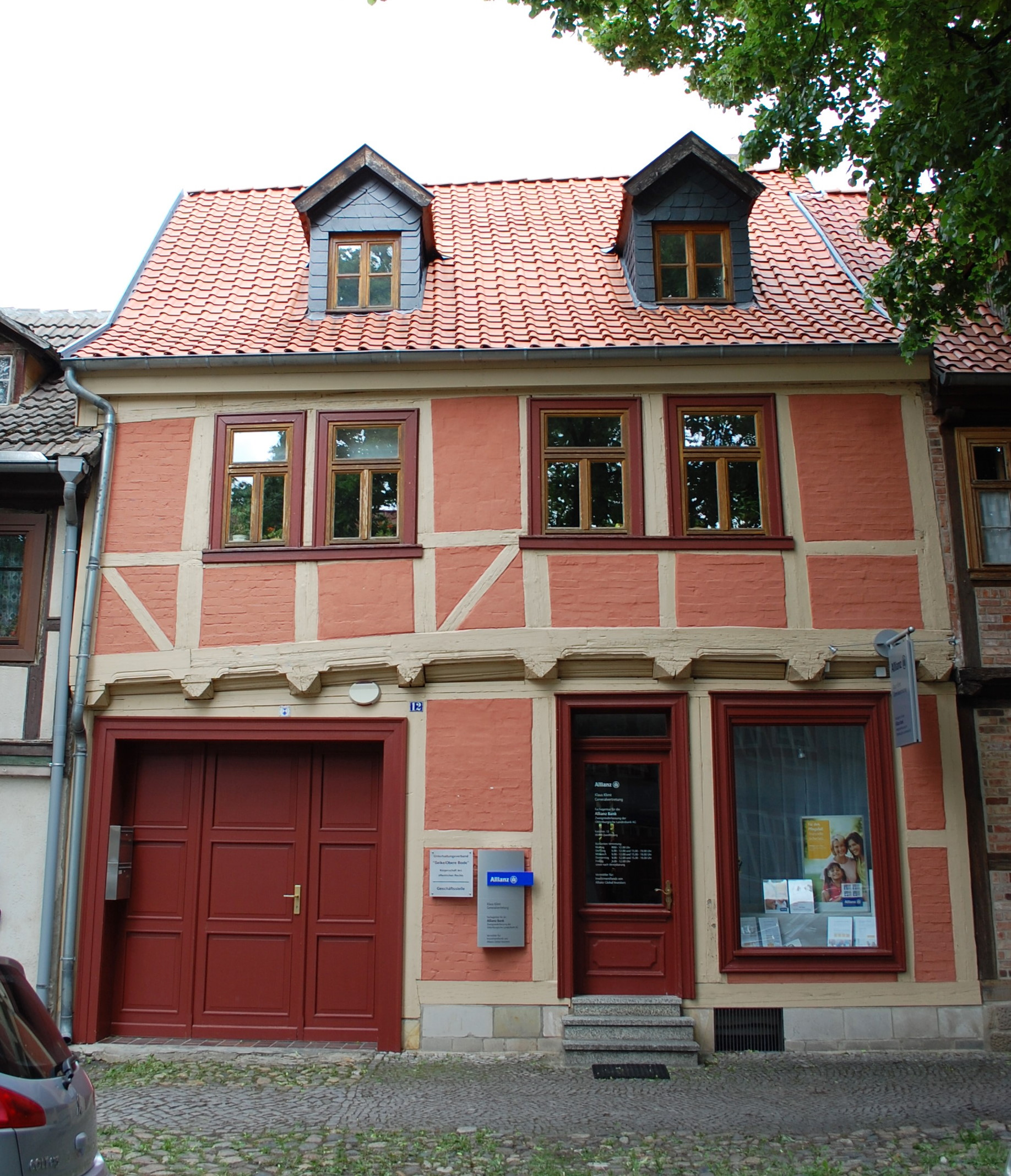
Haus Kaiserstraße 12

Das Haus Kaiserstraße 12 ist ein denkmalgeschütztes Gebäude in der Stadt Quedlinburg in Sachsen-Anhalt.
Es befindet sich im südlichen Teil der historischen Quedlinburger Neustadt.
Das Gebäude entstand als Ackerbürgerhaus in der Zeit um 1700. Das zweigeschossige Fachwerkhaus verfügt über eine seitliche Tordurchfahrt. Im oberen Geschoss verfügen die Gefache über Zierausmauerungen. Dort finden sich auch Fußstreben.